# Apanteles aso
Apanteles aso är en stekelart som beskrevs av Nixon 1967. Apanteles aso ingår i släktet Apanteles och familjen bracksteklar. Inga underarter finns listade i Catalogue of Life.